# Special Boat Service
Special Boat Service (SBS) je britská speciální jednotka založená v červenci 1940, patřící pod námořnictvo. Na rozdíl od sesterské SAS se specializuje na vodní operace. Jednotka byla založena roku 1940 jako Special Boat Section, později přejmenované na Special Boat Squadron a v roce 1970 na Special Boat Service. Vojáci jsou rekrutováni z Royal Marines.